# Marc-Antoine Désaugiers
Marc Antoine Désaugiers (Fréjus, 16 novembre 1739 – Parigi, 10 settembre 1793) è stato un compositore francese.

## Biografia
Fu amico di Gluck e di Sacchini e nel 1785 (data del manoscritto) o 1786, compose un Requiem. Fu autore di una ventina di opere tra cui Les Jumeaux de Bergame, Les Deux Sylphes, Florine e Avis au public, ou le Physionomiste en défaut (con Souriguieres, théâtre Feydeau, Parigi, 1807). Compose anche una cantata per l'inaugurazione del busto del naturalista Buffon, un Miserere e una cantata per celebrare la presa della Bastiglia.
Fu il padre di Marc-Antoine Madeleine Désaugiers, compositore di vaudeville e canzoni.